# 크리스틴 비에른
크리스틴 비에른(Kristen Bjorn, 1957년 10월 12일 ~ )은 잉글랜드의 전직 게이 포르노 배우이자 게이 포르노 감독이다. 크리스틴 비에른은 예명이다.